# 재령 미씨
재령 미씨(載寧米氏)는 황해도 재령군을 본관(관향)으로 하는 한국의 성씨이다. 시조 미영성(米瑩盛)은 조선시대 백호장(百戶長)을 지내고 함경도 종성군 행영(行營)의 도통사(都統使)를 역임하였다.

## 기원
한국의 미(米)씨는 기자(箕子)가 조선에 동래할 때 복술가인 미(米)씨를 대동한 것이 시초가 된다는 문헌이 전한다. 1771년(조선 영조 47년) 간행된 《증보문헌비고》에서 처음 확인되었다.

## 역사
시조(始祖) 미영성(米瑩盛)이 조선시대 백호장(百戶長)을 지내고 함경도 종성군 행영(行營)의 도통사(都統使)를 역임한 후 종성에 정착하였다. 그 후의 세계(世系)가 실전되어 5세손 미병제(米秉濟)로부터 기일세(起一世)하여 계대하고 있다.

## 본관
재령(載寧)은 황해도 중앙부에 위치하는 지명으로 고구려 때에는 식성(息城: 漢城, 乃忽, 漢忽)이라 불리었다. 757년(신라 경덕왕 16) 중반군(重盤郡)으로 개칭하였다가, 907년(효공왕 11)에 안주(安州)로 고쳤다. 995년(고려 성종 14)에 방어사(防禦使)를 두었다가 1018년(현종 9)에 방어사를 폐하고 안서도호부(安西都護府)에 예속시켰으며, 예종(睿宗) 때는 감무(監務)를 두었고, 1217년(고종 4) 거란병의 침공을 막은 공으로 재령(載寧)으로 고치고 현으로 승격하였다. 1397년(태조 6) 풍주(豊州) 관하의 삼지현(三支縣)을 합하였고, 1415년(태종 15) 1천호 이상의 고을을 군(郡)으로 할 때 군수관(郡守官)으로 승격하였다. 

## 인구
- 1985년 33가구 107명
- 2000년 30가구 86명
- 2019년 3가구 6명

## 참고 자료
- “재령미씨(載寧米氏)”. 뿌리를 찾아서.[깨진 링크(과거 내용 찾기)]